# Tota pulchra es Maria

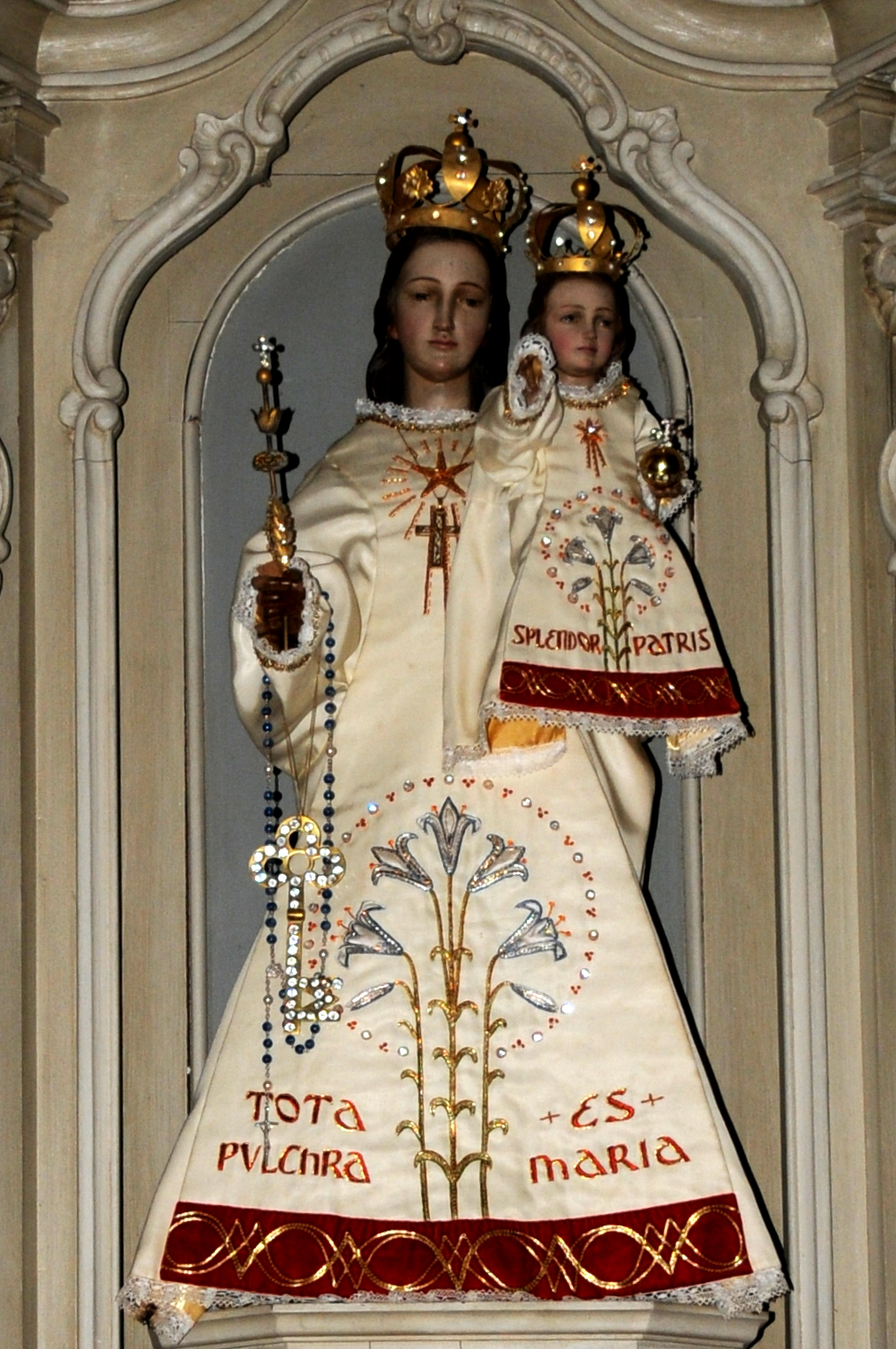
Titre :
Tota pulchra es, Maria (incipit)
Titre en français :
Tu es toute belle, Marie
Usage liturgique (fête) :
Immaculée Conception
Usage traditionnel :
chez les Franciscains
Manuscrit le plus ancien :
1645 (manuscrit franciscain de Zadar)
Publication la plus ancienne :
1657 (Lyon)
Lieu et date de composition :
inconnus
Auteur :
inconnu ou anonyme
Image :
statue de l'église de Michelau.

La Tota pulchra es, Maria est une prière catholique dédiée à la Vierge Marie. C'est l'incipit de la formule latine qui signifie Tu es toute belle, Marie en français. Le chant était pratiqué dans la tradition des Franciscains. Cette prière fut promue, à la suite de la proclamation du pape Pie IX en faveur du dogme de l'Immaculée Conception, déclarée le 8 décembre 1854.
Si celle-ci souligne la beauté de la Vierge Marie, son sujet est la pureté et la sainteté de la Vierge Marie. Cette idée de pureté de Marie peut associer à celle de la prédestination éternelle à la Mère de Dieu, qui est comparable à celle de Jésus-Christ.
La première strophe est un texte biblique issu du Cantique des cantiques et qui inspira une strophe de l'O Sanctissima ajoutée au XIXe siècle. En outre, il s'agit d'un texte officiel du rite romain.

## Texte
| latin | français | texte issu de                                           |
| --- | --- | ------------------------------------------------------- |
| Tota pulchra es, Maria. Et macula originalis non est in te. Tu gloria Jérusalem. Tu lætitia Israel. Tu honorificentia populi nostri. Tu advocata peccatorum. O Maria. Virgo prudentissima. Virgo clementissima. Ora pro nobis. Intercede pro nobis ad Dominum Jesum Christum,. | Tu es toute belle, Marie. Et la faute originelle n'est point en toi. Toi qui es la gloire de Jérusalem, la joie d'Israël. Toi qui es l'honneur de notre peuple. Toi l'avocate des pécheurs. Ô Marie, Vierge très prudente. Vierge très clémente. Prie pour nous Intercède pour nous au Seigneur Jésus-Christ. | Cantique des cantiques : IV, 7 Livre de Judith : XV, 10 |

Issus de la Bible, les deux premiers versets, Tota pulchra et Tu gloria, sont officiels dans le rite romain depuis 1476, d'abord en faveur de l'office, puis pour la messe de l'Immaculée Conception . Il s'agit d'un verset du Cantique des cantiques (IV, 7) hormis le terme Maria et d'un du Livre de Judith (XV, 10),.
Il ne faut pas confondre avec un simple extrait de ce cantique, Tota pulchra es, amica mea, et macula non est ne. Plusieurs compositions musicales, celle de Charles Gounod par exemple, sont d'après le texte de Cantique, même si l'utilisation est réservée à la Vierge Marie.

## Historique

### Origine
Dans le fonds ancien du chant grégorien, le texte était enregistré singulièrement issu du Cantique des cantiques . Cette version Tota pulchra es anima mea était réservée, en général, au 15 août, fête de l'Assomption, et au 8 septembre, Nativité de Marie. Le chant se trouve dans des manuscrits assez anciens, par exemple, Antiphonaire de Hartker mais sans doute un ajout du XIIIe siècle.
Quant au texte Tota pulchra es, Maria, l'origine exacte reste encore floue. L'auteur n'est pas connu, tout comme de nombreux chants anciens. Auparavant, celui-ci était attribué au XVIe siècle . L'attribution au XIVe siècle est de nos jours assez fréquente (par exemple Pie Raymond Régamey, 1962), mais sans indice concret.
Texte peu étudié, encore faut-il des recherches scientifiques pour identifier l'origine.

### Origine théologique
Il est vraisemblable que le texte actuellement utilisé fut établi dans le contexte théologique et non liturgique. Car c'était exactement au XIVe siècle que le premier verset avait été lié au dogme de l'Immaculée Conception. Et c'est la raison pour laquelle le chant est réservé, à la différence de la tradition grégorienne, à la fête de l'Immaculée Conception, le 8 décembre.
Il s'agissait du dit procès de Jean de Montson. En 1386, ce dominicain originaire du royaume d'Aragon contesta à Paris, publiquement, la conviction de l'Immaculée Conception de Sainte Marie, en enseignant que cette dernière serait née avec le péché originel. Cela provoqua une grosse dispute théologique,. La querelle fut finie par la défense de la conviction, grâce à de nombreux religieux mobilisés. L'un des franciscains espagnols, Jean Vital, dénonça son sermon Tota pulchra es, amica mea et macula non est in te, qui aurait été présenté devant le roi Charles VI,.
La chapelle royale sous Charles VI commença en conséquence la célébration de l'Immaculée Conception, sans doute à partir du 8 décembre 1389. Or, le texte reste inconnu. Et il est probable que, plus tard, le terme amica mea fut remplacé par Maria, afin de préciser cette conviction. Une autre hypothèse, c'est que les Franciscains diffusèrent ce chant à la suite de cet événement, ce qui reste à confirmer. Mais, par exemple, un manuscrit franciscain corse du XVIIe siècle contenait le chant Tota pulchra es, Maria (voir aussi ci-dessous, manuscrit de Zadar). Tels sont ceux qui se commencèrent à la fin du XIVe siècle.

### Intervention de Sixte IV
L'histoire raconte que le conflit entre les Dominicains et les Franciscains se continuait, quoique la 36e session du concile de Bâle, tenue le 17 septembre 1439, ait déclaré que la doctrine de l'Immaculée Conception de la Sainte Vierge est pieuse, conforme au culte de l'Église catholique, à la foi catholique, à la raison et à l'écriture sainte. À la suite de la propagande du dominicain Vincenzo Bandello contre la doctrine, le pape franciscain Sixte IV († 1484) fut obligé d'intervenir en interdisant les excommunications réciproques entre les deux ordres (bulle pontificale Grave nimis, révisée plus tard en 1482). Puis, le protonotaire apostolique Léonard Nogarole, franciscain, demanda au pape d'autoriser l'office et la messe de l'Immaculée Conception. Sixte IV donna son approbation le 27 février 1476 avec sa constitution Cum praeexcelsa en faveur de l'Église universelle. Et dans cet office, fut inseré le verset Tota pulchra es, Maria, et originalis ↔ macula non est in te.
- Extrait de l'office de l'Immaculée Conception de la bienheureuse Vierge Marie (rédigé par Léonard Nogarole, approbation de Sixte IV en 1476) :

| Incipit officium Immaculatæ Conceptionis Virginis Mariæ In Primis Vesperis. |
| --- |
| Sicut lilium inter spinas, sic amica mea inter filias Adæ. Alleluia. Tota pulchra es, Maria, et originalis macula non est in te. Alleluia. Tu gloria Jerusalem, tu lætitia Israel, tu honorificentia populi nostri. Alleluia. Immaculata Conceptio est hodie Sanctæ Mariæ Virginis. Alleluia. Oratio : Deus, qui per Immaculatam Virginis Conceptionem dignum Filio tuo etc. |

Dans ce texte de l'office, Léonard Nogarole employait tout à fait le terme Maria. Il s'agit du remplacement le plus ancien du mot amica mea. Ces premières vêpres, qui se commencent avec le verset II, 2 de Cantique des cantiques, annonçaient le texte de l'antienne Tota pulchra es. On peut considérer qu'il y a trois possibilités hypothétiques :
1. L'office et la prière actuelle seraient, tous les deux, issus d'un texte inconnu ou perdu.
2. Cet office serait l'origine de la prière actuelle.
3. Au contraire, la prière serait plus ancienne que le texte de l'office.

### Chant en alternance

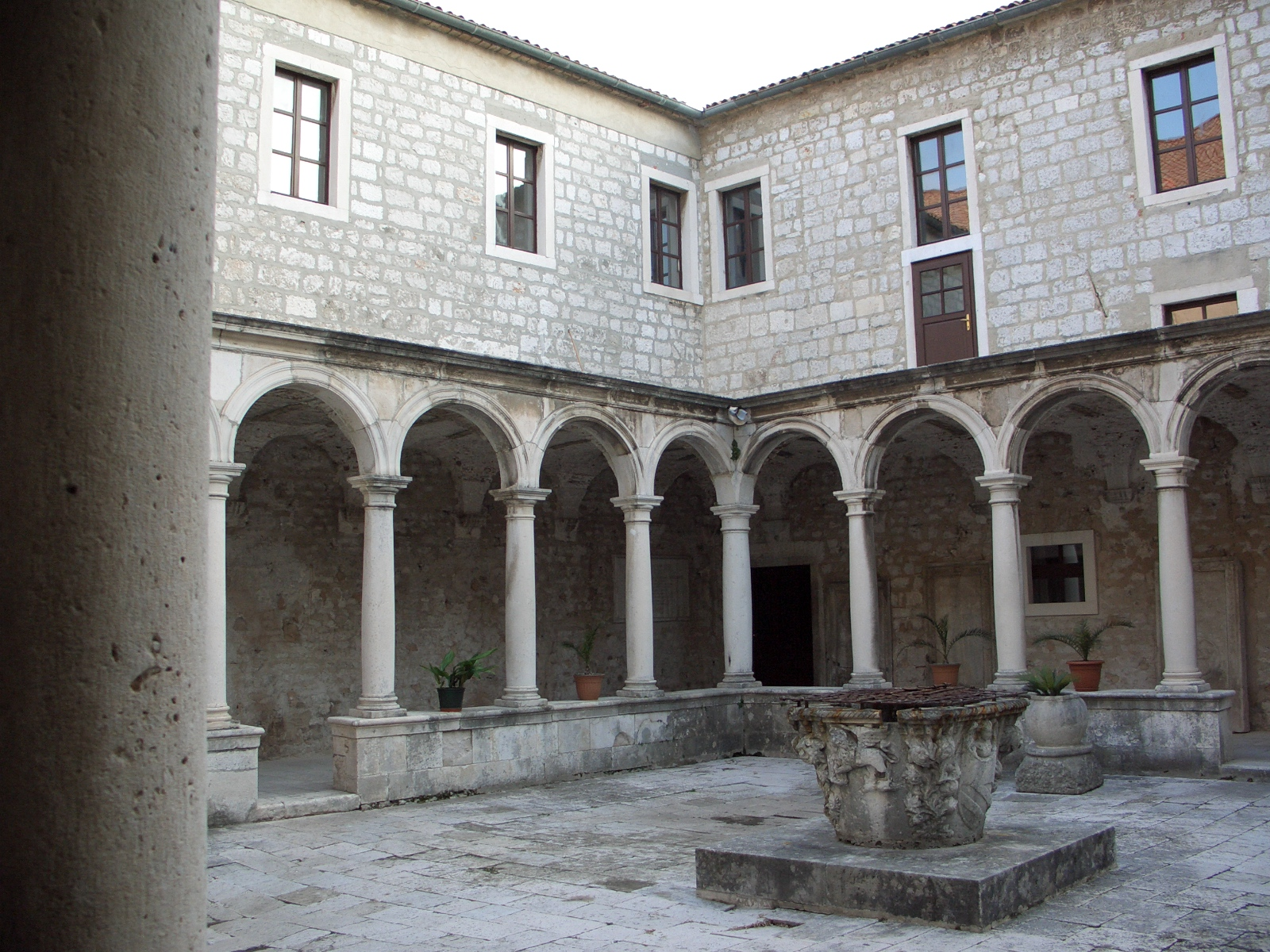
Abbaye franciscaine Saint-François-d'Assise à Zadar, qui conserve un manuscrit de Tota pulchra es Maria, daté du XVIIe siècle. À cette époque-là, la Croatie était étroitement liée à l'Italie, notamment à Venise.

Il est assez possible que l'antienne Tota pulchra es Maria était, à l'origine, exécutée par le double-chœur et en alternance,. Un manuscrit retrouvé et copié jadis à un monastère franciscain de Zadar présente cette caractéristique (manuscrit de frère franciscain Divnić de Zadar, 1645). Celui-ci est une partition en quatre lignes et en carrés,, donc en monodie.
| Tota pulchra es Maria. Et macula originalis non est in te. Tu gloria Jerusalem. Tu lætitia Israel. Tu honorificentta populi nostri. Tu advocata peccatorum. O Maria. Virgo prudentissima. Mater clementissima. Ora pro nobis. Intercede pro nobis ad Dominum Jesum Christum. Alleluia, alleluia. |

### Tradition des Franciscains
Quelle que soit l'origine de ce texte, les publications indiquent que c'était la tradition des Franciscains. Ainsi, cette alternance était respectée auprès du Tiers-Ordre franciscain. Sa Séraphique règle à reciter, publiée en 1863, contenait cette prière, en tant qu'antienne après l'office de la Sainte Marie, dont la pratique était demandé lors des complies et chaque jour. Il s'agissait de l'alternance entre le verset (V) et le répons (R) , tout comme le manuscrit de Zadar.
Le texte connaissait deux versets supplémentaires :
| verset                                                                                         | répons |
| ---------------------------------------------------------------------------------------------- | --- |
| In conceptione tua Virgo immaculata fuisti. Dans ta conception, ô Vierge, tu as été immaculée. | Ora pro nobis Patrem, cujus Filium peperisti. Prie pour nous Dieu le Père, qui t'a choisie pour la Mère de son Fils. |

De nombreux livres, sortis au XIXe siècle, contenaient le même texte, ce qui témoignait l'évolution de l'enthousiasme en faveur de Notre Dame de l'Immaculée Conception. La Tota pulchra es devint une prière universelle.
Ce texte avait été établi plus tôt. La publication remonte au XVIIe siècle. Le Rituel ou cérémonial, à l'usage des monastères de Sainte Cécile, qui avait été publié à Lyon en 1657, précisait qu'il s'agissait du chant qui pouvait remplacer la bénédiction du soir . La publication au XVIIe siècle n'était pas nombreuse tandis que dans les archives en ligne, il n'y a pas de publication du XVIe siècle.
Par ailleurs, une forte uniformité de texte suggère que la prière était officielle auprès de cet ordre. Or, aucune approbation par le supérieur n'est connue.

### Composition en polyphonie
À la Renaissance, la plupart des œuvres en polyphonie de Tota pulchra es sont, en fait, du texte du Cantique des cantiques. Francisco Guerrero († 1599) composa son œuvre à six voix, avec le nom de Maria . Comme il s'agissait simplement des versets du Cantique, IV, 7 - 9, à partir de Tota pulchra es, la particularité de Guerrero n'était autre que ce titre de Marie. Cette pièce suggère que le texte des franciscains au-dessus n'était pas encore habituel à l'époque de sa composition, au XVIe siècle.
Toutes les sources suggèrent que le chant soit finalisé, ou retrouvé dans un document ancien, au XVIIe siècle ou dans le siècle précédant.

### Dogme de l'Immaculée Conception
Aussitôt le dogme de l'Immaculée Conception déclaré, l'hymne est préférée pour la composition musicale. En 1855, un maître de chapelle à Bruxelles, Venance Van Huffel, dédia son œuvre tant en honneur de l'Immaculée Conception qu'en hommage au pape Pie IX, qui avait fait officialiser ce dogme.
Le premier verset Tota pulchra es, Maria, et macula originalis non est in te fut choisi pour la messe de l'Immaculée Conception, en tant que verset de l'alléluia qui a une fonction plus importante, puisqu'il s'agit d'un chant juste avant l'Évangile . À la différence de l'office de Sixte IV, celui de Pie IX employait au contraire le texte du Cantique Tota pulchra es, amica mea.
En résumé, ce chant franciscain ne fut jamais formel dans le rite romain alors que sa partie biblique (deux premiers versets) est toujours officielle.

## Usage liturgique
Depuis 1476, le premier verset de la prière est formellement en usage de la célébration de l'Immaculée Conception.
Ce premier verset Tota pulchra es, Maria, et macula originalis non est in te reste, dans le Calendarium Concilii Vatican II, le verset alléluiatique de la messe. Celui-ci est réservé à la fête de Beatæ Mariæ Virginis de Lourdes (le 11 février, première apparition) ainsi qu'à celle de l'Immaculée Conception (le 8 décembre).

## Mise en musique

### À la Renaissance
- Francisco Guerrero (1528 - † 1599) : motet à 6 voix[24] [partition en ligne] (texte du Cantique des cantiques avec le titre Maria)
- Hieronymus Praetorius (1560 -  † 1629): motet à 12 voix [partition en ligne (page consultée le 2025-06-23)] (texte du Cantique des cantiques)

### Aux époques classique et romantique
- Louis Lambillotte (1797 - † 1855) : œuvre pour soprano et chœur à voix unique, dans le recueil Œuvre de Musique religieuse composées et dédiées à Monseigneur l'archevêque de Paris (1839) [partition en ligne] (voir aussi le mandement de cet archevêque  1839)
- Venance Van Huffel[25] (1822 - † 1855) : Motet en honneur de l'Immaculée Conception de la très-Sainte Vierge Marie, hommage à S. S. le pape Pie IX (1855)[26]
- Anton Bruckner (1824 - † 1896) : motet pour ténor, chœur à 4 voix et orgue (1878)[27]
- Victor Frédéric Verrimst (1825 - † 1893) : œuvre à 3 voix égales (1864)[28]
- Samuel Rousseau (1853 - † 1904) : duo vocal pour 2 voix égales et orgue (1893)[29]
- Ernest Chausson (1855 - † 1899) : motet à voix unique avec orgue ou piano, op. 12, no 2 (1886)[30]

### Musique contemporaine
- Maurice Duruflé (1902 - † 1986) : motet pour chœur, dans le recueil Quatre motets sur des thèmes grégoriens, op. 10, no 2 (1960)[31]

### Composition selon le Cantique des cantiques
Ce sont des compositions musicales d'après le texte Tota pulchra es, amica mea, et macula non est in te, et non celles qui concernent :

Gaspar van Weerbeke, Heinrich Isaac, Giovanni Pierluigi da Palestrina, André Campra, Benedetto Giacomo Marcello, Charles Gounod et le reste.

## Discographie
- Anton Bruckner, Tota pulchra es, WAB46
  - Ludwig Berberich avec le Münchner Domchor, 1929 (78 tours Polydor/Grammophon 27119) enregistré la première fois en 1929
  - Eugen Jochum, Chœur et Orchestre de la Radio bavaroise (24-26 juin 1966, LP DG 139134/5 / CD 457 743-2) (OCLC 220301566 et 9964287)
  - Hans Zanotelli, Philharmonia vocal-ensemble de Stuttgart - Anton Bruckner, Motets latins (1979, Calig CAL 50477) (OCLC 990792048)
  - Matthew Best, Corydon Singers, Bruckner, Motets (1-12 mai 1982, Hyperion CDA66062) (OCLC 911785158)
  - Elmar Hausmann, Capella Vocale St. Aposteln de Cologne, Heinz Heidbüchel, ténor - Missa solemnis in B, Motetten (avril 1983, Aulos AUL 53 569) (OCLC 70353516)
  - Wolfgang Schäfer, Ensemble Vocal de Fribourg, Hans Peter Blochwitz, ténor - Anton Bruckner, Motetten (1984, Christophorus Records 74 501) (OCLC 31849629)
  - Herbert Böck, Concentus Vocalis Wien - Bruckner, Motets ; Distler, Totentanz (1988, Koch-Records/Schwann 317 008) (OCLC 42528518 et 315913243)
  - Wolfgang Mayrhofer, Linzer Jeunesse Chor, Tota pulchra – CD édité par la chorale, 2005
  - Michael Stenov, Cantores Carmeli, Benefizkonzert Karmelitenkirche Linz - CD/DVD édité par la chorale, 2006
  - Erwin Ortner, Arnold Schoenberg Chor, Anton Bruckner, Tantum ergo - CD : ASC Edition 3, édité par la chorale, 2008